# Freimoor

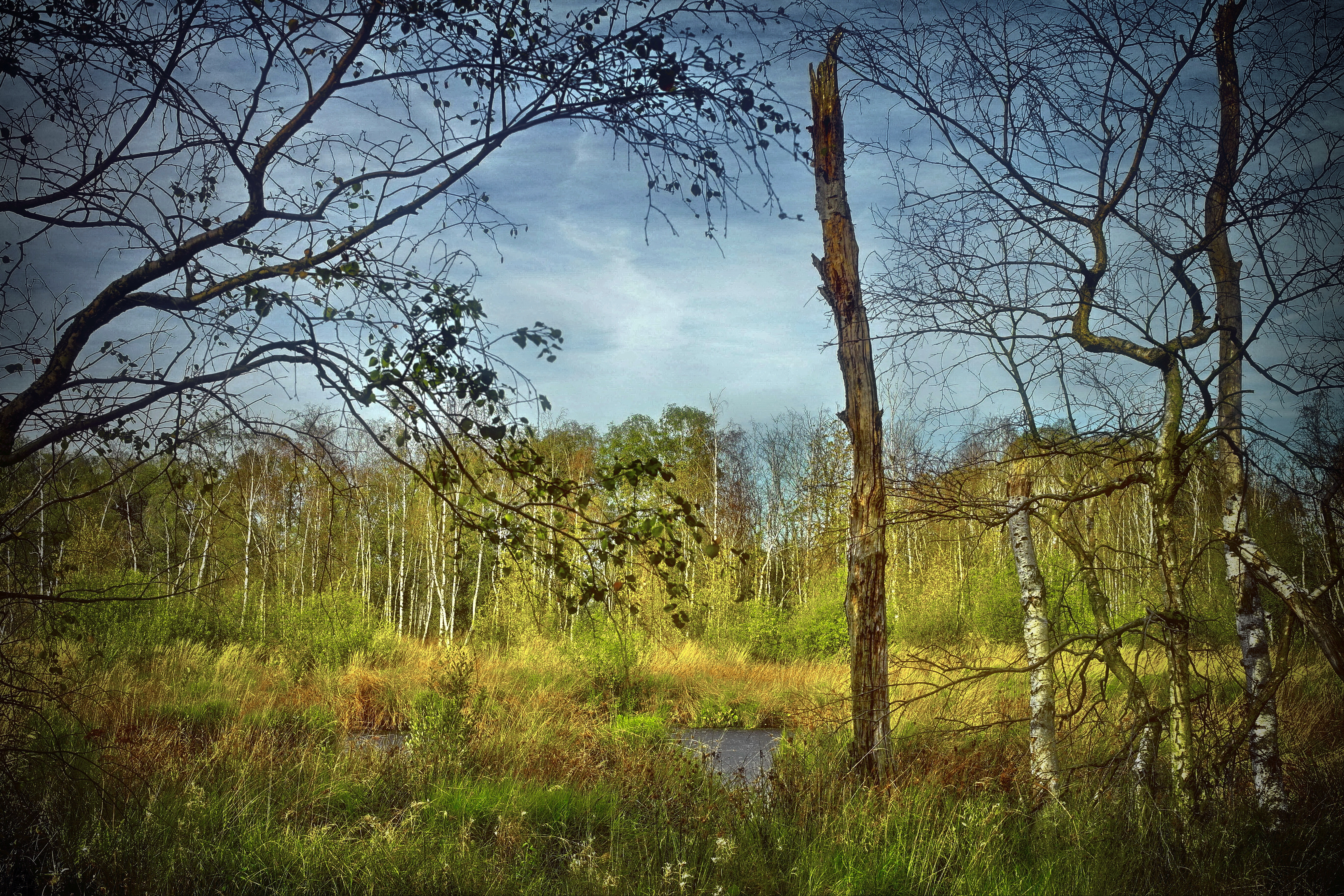
Ried und Feldgehölz im Freimoor

Das Naturschutzgebiet Freimoor liegt in der Stadt Espelkamp im Kreis Minden-Lübbecke. Es ist rund 1,6 ha groß und wird unter der Bezeichnung MI-013 geführt. 
Es liegt südlich der Siedlung Frotheim in der Ortschaft Isenstedt unmittelbar am Mittellandkanal.

## Bedeutung
Die Unterschutzstellung erfolgte, weil das Gebiet ornithologisch wertvoll für feuchtgebietstypische Vogelarten und für seltene Pflanzengesellschaften ist. Hier ist insbesondere das Rasen-Großseggenried zu nennen.
Nur durch den Mittellandkanal getrennt, ist das Freimoor mit dem Naturschutzgebiet Großes Torfmoor vernetzt.